# NGC 2588
NGC 2588 je otvoreni skup u zviježđu Krmi.

## Vanjske poveznice
- SEDS: NGC 2588